# Lita Milan
Lita Milan (eigentlich Iris Maria Lia Menshall; * 29. Juni 1933 in Brooklyn, New York City) ist eine US-amerikanische Schauspielerin. Bekanntheit erlangte sie vor allem durch ihre Auftritte in Western der 1950er Jahre.

## Leben
Lita Milan wuchs in Brooklyn auf, ihr Vater war als Verkäufer tätig. Ihre erste Rolle als Schauspielerin erhielt sie 1954 in einem kleinen Auftritt in der Fernsehserie The Lone Wolf. In den folgenden Jahren machte sich Milan vor allem durch ihre Auftritte in zahlreichen Western einen Namen. Hierbei trat sie an der Seite von Stars wie Glenn Ford oder Lex Barker auf. Zu ihren bekanntesten Auftritten zählen Hauptrollen in Der Ritt zurück mit Anthony Quinn (1957), Nackend in der Sonne (ebenfalls 1957) und 1958 in Einer muß dran glauben als Filmpartnerin von Paul Newman. Hauptrollen abseits des Western-Genres hatte Milan unter anderem 1958 und 1959 in den Gangsterfilmen Der Gangsterkönig von New York und Gangster Nr. 1. Anschließend zog sie sich nach nur fünf Jahren aus dem Schauspielgeschäft zurück.
Lita Milan war bis zu dessen Unfalltod im Jahr 1969 mit dem Rennfahrer, Militär, Politiker und bekannten Playboy Ramfis Trujillo Martínez, dem Sohn des dominikanischen Diktators Rafael Leónidas Trujillo Molina, verheiratet. Das Paar bekam zwei gemeinsame Söhne. Milan lebt in Madrid. 2005 äußerte sie sich in einem Interview erstmals kritisch über ihren Ehemann, der laut ihrer Aussage während des Trujillo-Regimes Folterungen und Hinrichtungen beigewohnt haben soll und psychologisch betreut wurde.

## Filmografie (Auswahl)
- 1954: The Lone Wolf (Fernsehserie, eine Folge)
- 1955: Rauhe Gesellen (The Violent Men)
- 1955: Die Intrige der Lily Scarlett (Duel on the Mississippi)
- 1955: Wüstensand (Desert Sands)
- 1956: Revolvermänner (Gun Brothers)
- 1957: Der Ritt zurück (The Ride Back)
- 1957: Nackend in der Sonne (Naked in the Sun)
- 1958: Einer muß dran glauben (The Left Handed Gun)
- 1958: Der Gangsterkönig von New York (Never Love a Stranger)
- 1959: Gangster Nr. 1 (I Mobster)